# Заек толай
Зайците толай (Lepus tolai) са вид дребни бозайници от семейство Зайцови (Leporidae).

## Разпространение
Разпространени са в степните и полупустинни области на Азия от Арабско и Каспийско море до Жълто море и вътрешността на Китай.

## Описание
Достигат 39 – 55 cm дължина и 1,5 – 2,8 kg маса.

## Хранене
Хранят се със зелените части на растенията, главно с трева.